# 태식 윤
태식 윤(영어: Tehshik Peter Yun, 1975년 6월 20일~)은 미국의 화학자이다. 위스콘신 대학교 매디슨에서 화학과 교수로 재직 중이며, 촉매를 이용한 유기 합성의 새로운 반응 방법을 주로 연구하고 있다.